# Bufo silentvalleyensis
Bufo silentvalleyensis är en groddjursart som beskrevs av Pillai 1981. Bufo silentvalleyensis ingår i släktet Bufo och familjen paddor. Inga underarter finns listade.